# Ukrajinska pravoslavna Crkva Kijevske patrijaršije
Ukrajinska pravoslavna Crkva Kijevske patrijaršije ili skraćeno UPC-KP (ukr. Українська Православна Церква Київського Патрiархату); je jedna od tri pravoslavne Crkve u Ukrajini koja okuplja oko 15% ukrajinskih vjernika. Središte Ukrajinske pravoslavne crkve Kijevske patrijaršije nalazi se u Katedrali sv. Vladimira, u gradu Kijevu. Glavnog dužnosnika Crkve predstavlja Patrijarh Filaret (Mihajlo Denisenko) koji je na tu funkciju stupio 1995. godine. 

## Osnovne karakteristike
Ukrajinska pravoslavna crkva Kijevske patrijaršije službeno je reformirana i osnovana godinu dana nakon raspada SSSR-a 1992. godine. Kao posljedica ruske i sovjetske kolonizacijske politike Ukrajinska pravoslavna crkva Kijevske patrijaršije do danas nije priznata među ostalim Pravoslavnim crkvama, posebno kada je riječ o Ruskoj pravoslavnoj crkvi i Ukrajinskoj pravoslavnoj crkvi Moskovske patrijaršije. Ukrajinski Patrijarh Filaret je ekskomuniciran iz Ruske pravoslavne crkve 1997. godine, ali Sinod i Sabor UPC-KP-a ne priznaje taj čin legalnim i relevantnim.

## Zanimljivosti
Ukrajinski Patrijarh Filaret česti je oponent Patrijarhu Kirilu koji predvodi Rusku pravoslavnu crkvu. Za višednevnog posjeta ruskog Patrijarha Kirila Ukrajini u srpnju 2010. prilikom čega se naglašavalo duhovno i drugo jednistvo Rusije i Ukrajine, ukrajinski Patrijarh Filaret je izjavio u mediju Focus da će česta politizacija ruskog Patrijarha Kirila brojčano i duhovno oslabiti Ukrajinsku pravoslavnu crkvu Moskovske patrijaršije koja osim ruskih vjernika okuplja i veliki broj proukrajinskih domoljuba.

## Vanjske poveznice
- Ukrajinska pravoslavna crkva Kijevske patrijaršije, službene stranice
- Pravoslavlje u Ukrajini  Arhivirana inačica izvorne stranice od 11. listopada 2016. (Wayback Machine)
- // www.sangiulio.org /